# 黄兰茜
黄兰茜（？—），女，汉族，广东潮州饶平人，中华人民共和国政治人物、香港企業家，黃週旋家族第三代成員。
她是现任香港侨福建设集团主席，亦是第十三、十四届全國政協香港委員（全國台聯界別）。